# 부산진시장
부산진시장(釜山鎭市場)은 대한민국 부산광역시 동구 범일동에 위치한 시장이다.

## 개요
부산이 발전을 거듭함에 따라 서면 일대로 시가지가 확대되면서 인구가 모이고 시장을 형성하게 되는데, 1969년에 지금 위치에서 지상 4층의 규모로 건물을 준공하고 문을 열었다.
신발 및 의류, 포목, 침구, 병풍, 한복 등을 취급하며 부산, 경남의 최대 혼수 전문 시장이다.